# Réserve indienne de Northern Cheyenne
 (octobre 2012).
Si vous disposez d'ouvrages ou d'articles de référence ou si vous connaissez des sites web de qualité traitant du thème abordé ici, merci de compléter l'article en donnant les références utiles à sa vérifiabilité et en les liant à la section « Notes et références ».
Northern Cheyenne est une réserve indienne qui est la demeure des Cheyennes du Nord. Elle est située autour des petites villes de Lame Deer et Ashland (en), étalée sur les comtés de Rosebud et de Big Horn. La région est approximativement à 100 miles du lieu où se déroula la bataille de Little Bighorn (ou Greasy Grass suivant la dénomination des Lakotas) en 1876. Il y a aussi de petites parcelles de terres dans le comté de Meade, au nord-est de la ville de Sturgis, dans le Dakota du Sud. La superficie de la réserve est de 1 831,059 km2 et sa population est d'environ 4 785 personnes selon l'American Community Survey.